# مائولا-فنلاند
مائولا (به فنلاندی: Maula) یک منطقهٔ مسکونی در فنلاند است که در کمینما واقع شده‌است.